# 羅濟夫卡 (海辛區)
48°41′9″N 29°25′7″E / 48.68583°N 29.41861°E
羅濟夫卡（烏克蘭語：Розівка），是烏克蘭的村落，位於該國西南部文尼察州，由海辛區負責管轄，面積0.05平方公里，海拔高度229米，2001年人口62，人口密度每平方公里1,265.31人。